# Пас, Брейнер
Бре́йнер Алекса́ндер Пас Меди́на (исп. Breiner Alexander Paz Medina; род. 27 сентября 1997 года, Вальедупар, Колумбия) — колумбийский футболист, защитник клуба «Хагуарес де Кордова».

## Клубная карьера
Пас — воспитанник клуба «Мильонариос». 8 апреля 2018 года в матче против «Ла Экидад» он дебютировал в Кубке Мустанга.

## Международная карьера
В 2017 года Пас в составе молодёжной сборной Колумбии принял участие в молодёжного чемпионата Южной Америки в Эквадоре. На турнире он сыграл в матчах против командАргентины и Бразилии.